# James Michael Gardner Fell
James Michael Gardner Fell (abreviadamente J.M.G. Fell; Vancouver, 4 de dezembro de 1923 – Gladwyne, 16 de dezembro de 2016) foi um matemático canadense-estadunidense, especialista em análise funcional e teoria de representação. É conhecido pelas fibras de Fell (i.e. *-álgebra de Banach). Foi um talentoso linguista que dominava o sânscrito, islandês, alemão, francês, russo, grego e latim.

## Biografia
Filho de James Pemberton Fell, um coronel do corpo de engenheiros do exército canadense e um incorporador imobiliário que auxiliou a esboçar o layout das estradas de North Vancouver. J.M.G. Fell frequentou o ensino fundamental em Vancouver e seguiu depois para a Inglaterra para frequentar o ensino médio no Eton College. Em 1940 retornou para o Canadá e matriculou-se na Universidade da Colúmbia Britânica, onde graduou-se em 1943 com 19 anos de idade. Em 1951 obteve um Ph.D. em matemática na Universidade da Califórnia em Berkeley, orientado por John Leroy Kelley, com a tese On L-spaces.
Foi professor assistente do Instituto de Tecnologia da Califórnia de 1953 a 1955, pesquisador associado da Universidade de Chicago de 1955 a 1956, e professor assistente, depois professor associado e então professor pleno da Universidade de Washington, de 1956 a 1965. Foi professor pleno de 1965 a 1991 na Universidade da Pensilvânia, onde aposentou-se.
Em 4 de julho de 1957 casou com Angela Daphne Rachel MacDonald.
During his years at Penn he developed a great interest in the Sanskrit language, and attended Sanskrit courses in the South Asian Studies Department. After retirement his passion for languages extended to Icelandic, which he learned to speak, and in his retirement he published six books, most of them translations, on aspects of Icelandic Christianity. He and Daphne spent at least three months a year in Reykjavik every year for twenty years.
Foi palestrante convidado do Congresso Internacional de Matemáticos em Nice (1970).

## Fibras de Fell
In a sense, it has long been understood that Fell bundles provide an important mechanism for illuminating the structure of C*-dynamical systems and their associated crossed products. Fell invented Fell bundles precisely to understand better and extend the theory of induced representations that had been built up around Mackey's program ...

## Publicações selecionadas
- "The dual spaces of 𝐶*-algebras." Transactions of the American Mathematical Society 94, no. 3 (1960): 365–403. doi:10.1090/S0002-9947-1960-0146681-0
- "The structure of algebras of operator fields." Acta Mathematica 106, no. 3–4 (1961): 233–280. doi:10.1007/BF02545788
- "A Hausdorff topology for the closed subsets of a locally compact non-Hausdorff space." Proceedings of the American Mathematical Society 13, no. 3 (1962): 472–476. doi:10.2307/2034964
- "A new proof that nilpotent groups are CCR." Proc. Amer. Math. Soc. 13 (1962): 93–99. doi:10.1090/S0002-9939-1962-0133404-1
- "Weak containment and induced representations of groups. II." Trans. Amer. Math. Soc. 110 (1964): 424–447. doi:10.1090/S0002-9947-1964-0159898-X
- "The dual spaces of Banach algebras." Trans. Amer. Math. Soc. 114 (1965): 227–250 doi:10.1090/S0002-9947-1965-0172131-9
- "Conjugating representations and related results on semi-simple Lie groups." Trans. Amer. Math. Soc. 127 (1967): 405–426. doi:10.1090/S0002-9947-1967-0209401-3
- An extension of Mackey's method to Banach*-algebraic bundles. No. 90. American Mathematical Soc., 1969.
- com Robert S. Doran: Representations of*-algebras, Locally Compact Groups, and Banach*-algebraic Bundles: Basic representation theory of groups and algebras. Vol. 1. Academic press, 1988.[5]
- Induced representations and Banach*-algebraic bundles. Vol. 582. Springer, 2006.[6]